# Berättelsen om Askungen
Berättelsen om Askungen är en amerikansk film från 2015 som bygger på sagan om Askungen i Bröderna Grimms och Charles Perraults versioner.
På Oscarsgalan 2016 nominerades Berättelsen om Askungen för bästa kostym, men den förlorade mot Mad Max: Fury Road.

## Om filmen
Lily James spelar Askungen. Andra skådespelerskor som var tilltänkta för denna roll var Gabriella Wilde, Saoirse Ronan, Alicia Vikander, Bella Heathcote och Margot Robbie.
Filmarbetet inleddes i september 2013 och avslutades i december samma år, då efterarbetet tog vid. Detta höll på till augusti 2014.

## Rollista
- Cate Blanchett – Lady Tremaine (styvmodern)
- Lily James – Ella/Askungen
- Richard Madden – Prins Kit
- Stellan Skarsgård – Storhertigen
- Holliday Grainger – Petronella
- Sophie McShera – Gabriella
- Derek Jacobi – Kungen
- Helena Bonham Carter – Den goda fen
- Nonso Anozie – Kapten
- Ben Chaplin – Ellas far
- Hayley Atwell – Ellas mor
- Richard McCabe – Baron
- Eloise Webb – unga Ella
- Alex Macqueen – Utropare

Svenska röster
- Marie Richardson – Lady Tremaine (styvmodern)
- Jasmine Heikura – Ella/Askungen
- Christopher Wollter – Prins Kit
- Bengt Järnblad – Storhertigen
- Amanda Jennefors – Petronella
- Amanda Krüger – Gabriella
- Mikael Alsberg – Kungen
- Sharon Dyall – Den goda fen
- Adam Fietz – Kapten
- Jamil Drissi – Ellas far
- Sofia Ledarp – Ellas mor
- Malva Goldmann – unga Ella
- Joakim Jennefors – Utropare